# Royal (monnaie)
Pour les articles homonymes, voir Royal.

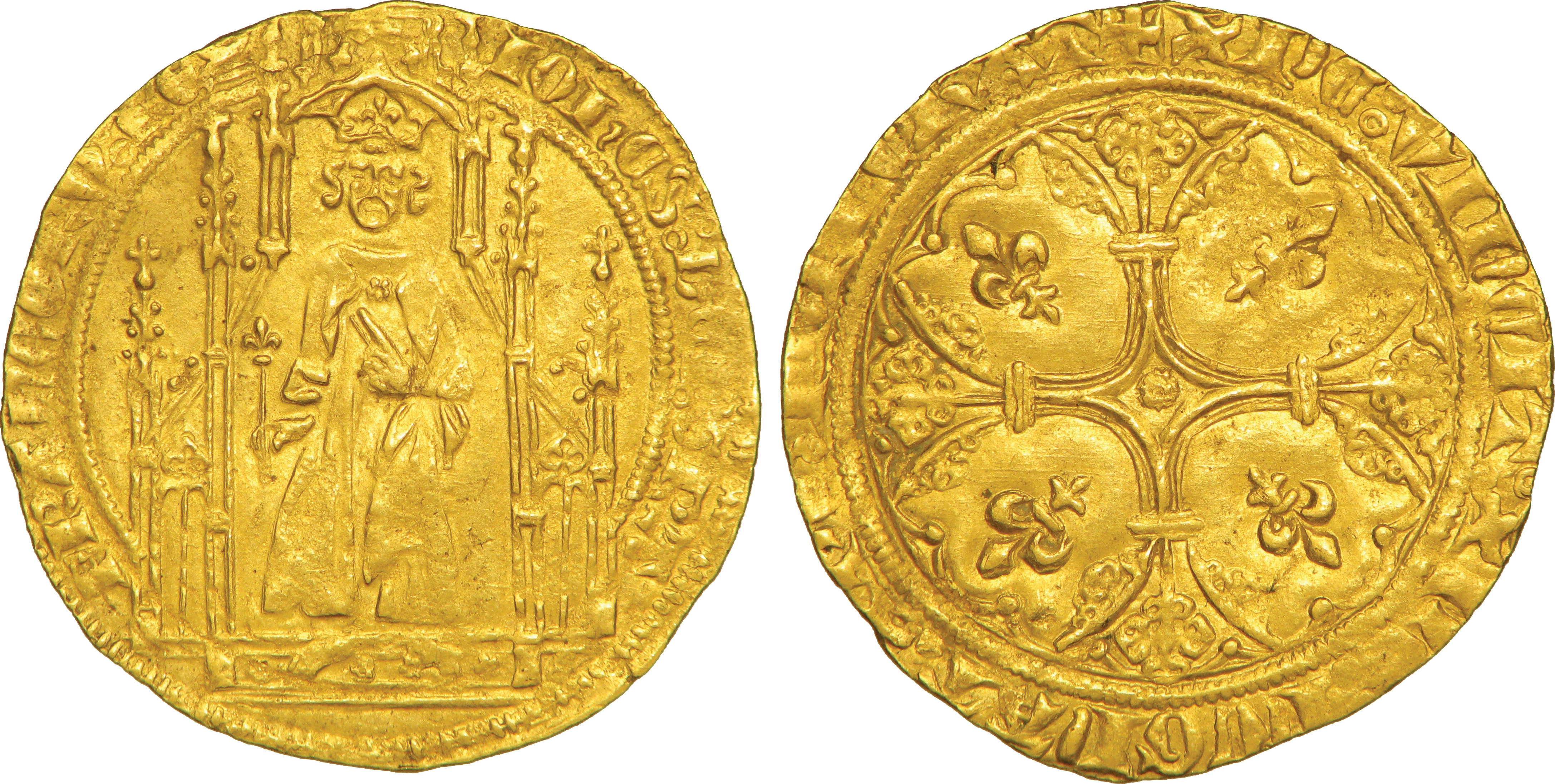
Royal d'or frappé le 15 avril 1359

Le royal est une monnaie d'or française créée par Jean II le Bon, le 22 août 1358, en remplacement du mouton, ou agnel. Son cours légal était de 20 sous parisis soit 25 sous tournois. Pour sa première émission, sa taille au marc était de 66. Pour sa seconde émission, à partir du 15 avril 1359, sa taille au marc fut portée à 69, soit une masse théorique réduite à 3,55 grammes d'or fin. Sa frappe fut abandonnée dès 1359. Il fut remplacé par le franc à cheval, créé le 5 décembre 1360.